# サー・ジョン・オールドカースル
『サー・ジョン・オールドカースル』（Sir John Oldcastle）は、論争のたえない14世紀から15世紀にかけての反逆者にしてロラード派で、シェイクスピアの同時代人たちにはプロテスタントの初期の殉教者と見られたジョン・オールドカースルについての戯曲。

## 創作年代とテキスト/作者
『サー・ジョン・オールドカースル』は最初、匿名で1600年に出版された（Q1）。印刷したのはヴァレンタイン・シムズ（Valentine Simmes）で、出版者は書籍商Thomas Pavierだった。1619年に第2版（Q2）が出て、作者はウィリアム・シェイクスピアとされた。フィリップ・ヘンズロー（Philip Henslowe）の日記には、この劇の作者はアンソニー・マンデイ（Anthony Munday）、マイケル・ドレイトン（Michael Drayton）、リチャード・ハサウェイ（Richard Hathwaye）、ロバート・ウィルソン（Robert Wilson）だと書かれてある。（後にヘンズローの日記にドレイトンにはこの劇の第2部のギャラが支払われたとるが、それは現存していない。そのことからこの劇は『サー・ジョン・オールドカースル 第1部』と呼ばれることもある）。
1664年、出版者Philip Chetwindeによるシェイクスピアの「サード・フォリオ」第2刷に追加された7つの戯曲に、『サー・ジョン・オールドカースル』も含まれていた。

## モデル
イギリス・ルネサンス演劇の他の歴史曲同様に、サー・ジョン・オールドカースルは実在の人物だった。兵士かつロラード派で、1417年に異端および外患罪で絞首刑と火刑にされた。テューダー朝時代のプロテスタント改革に影響を与えたテキスト、ジョン・フォックス（John Foxe）の『Actes and Monuments』、別名『殉教者伝（Book of Martyrs）』にもオールドカースルのことが書かれてある（第14章）。エリザベス朝初期の歴史劇『The Famous Victories of Henry V』（1586年頃?）にもオールドカースルは脇役として登場している。この劇はシェイクスピアが『ヘンリー四世』『ヘンリー五世』を書く時の材源にしたと一般に考えられている。

## あらすじ
『サー・ジョン・オールドカースル』は、観客の好みと傾向、エリザベス朝の役人の関心（必然的にもしそれが得られなければ検閲を免れない）にかなう方法でそのテーマを処理している。
オールドカースルは政治的でなく宗教的な反対者として描かれている。オールドカースルが敵愾心を燃やしていたのはローマ・カトリック教会で、ヘンリー五世には王としても人としても忠誠を通し続けた（第2幕第3場）。この劇の敵役は、オールドカースルを召還するクランの援助を受けたロチェスター司教である。反逆者と共謀者は『ヘンリー五世』同様にこの芝居でも活動的だが（第2幕第3場、第3幕第2場、他）、オールドカースルは彼らと慎重に距離を置いている。この劇で喜劇的キャラクターを勤めるのは、フォルスタッフを模倣した、しかし見劣りするサー・ジョン・ロサム（Sir John Wrotham）で、（シェイクスピアの『ヘンリー五世』同様に）変装したヘンリー五世と交流する（第3幕第4場）。後半はオールドカースルとその妻を追跡するロチェスターと、夫婦の脱出が描かれる。そして最後は、投獄を免れたオールドカースルで、一時的だがポジティヴに幕を閉じる。（おそらく、現存していない『第2部』では、オールドカースルが史実通りの恐ろしい死を迎えるところが描かれているのだろう）。